# Poliolefine

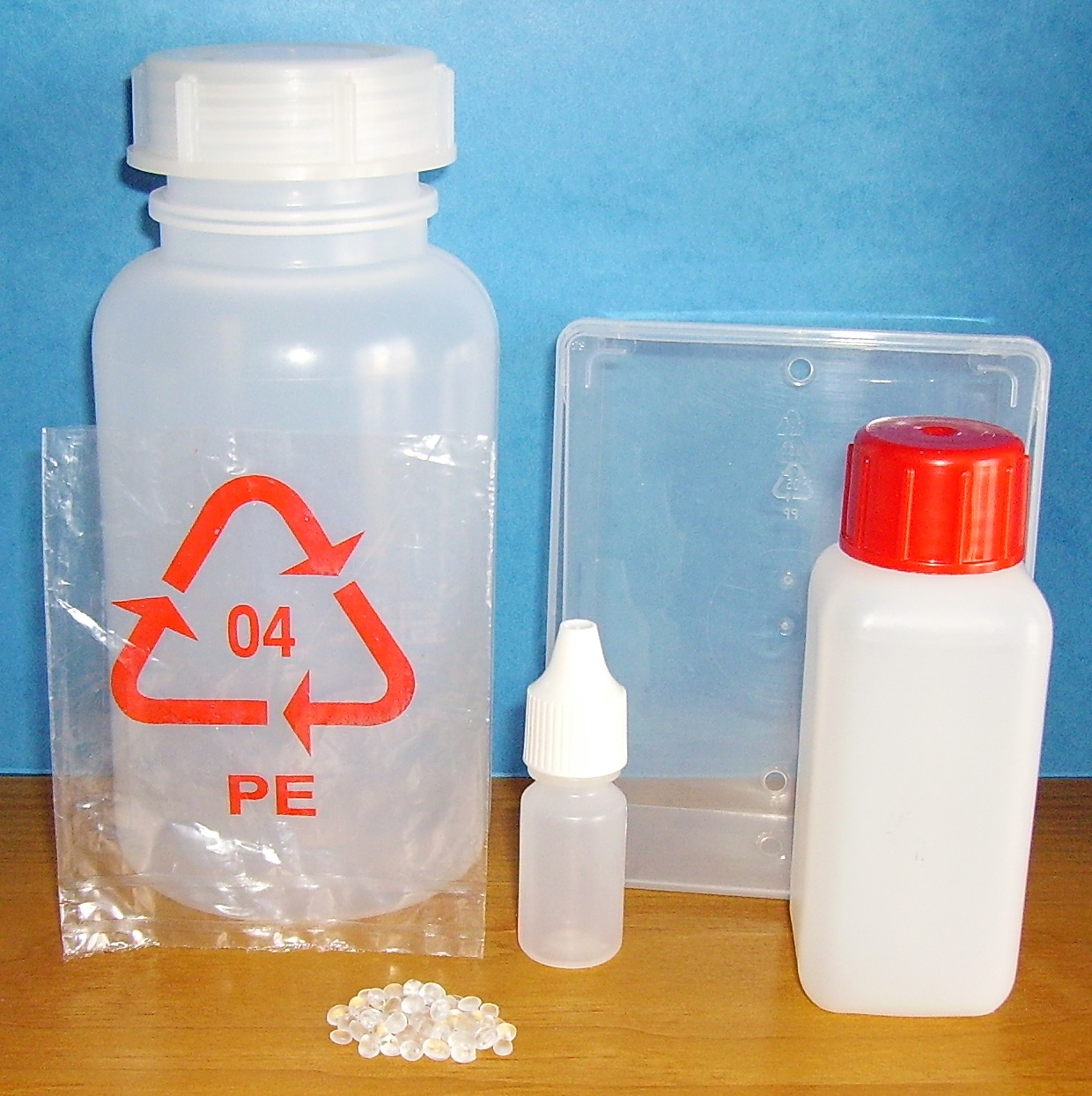
Prodotti composti da polimeri termoplastici della classe delle poliolefine

Le poliolefine (talvolta indicate dalla sigla PO) sono una classe di macromolecole composte da monomeri di olefine (detti anche alcheni, basati sulla struttura CnH2n) derivate dalla polimerizzazione di petrolio o gas naturale. Le poliolefine sono polimeri, tra i più diffusi il polipropilene (PP), il polietilene (PE) ed il poliisobutilene (PIB), largamente utilizzati per prodotti in plastica o gomma d'utilizzo comune. Il concetto di poliolefina non va confuso con quello più specifico di poliene: mentre i polieni sono macromolecole organiche che contengono nella propria struttura una serie (almeno due) di doppi legami carbonio-carbonio, le poliolefine sono il risultato della polimerizzazione di monomeri (le olefine appunto) contenenti il legame C=C, che viene tuttavia saturato per dare luogo al processo di polimerizzazione, il che significa che, in genere, le poliolefine non contengono insaturazioni.

## Poliolefine industriali
In ambito industriale tali materiali si ottengono per polimerizzazione, classificabili secondo:
- Polimeri termoplastici: polipropilene (PP), polietilene (PE), polimetilpentene (PMP), polibutene-1 (PB-1);
- Elastomeri (POE): poliisobutilene (PIB), elastomero etilene propilene (EPM/EPR)[2], gomme EPDM.

La produzione mondiale di poliolefine, che ammonta a circa 170 milioni di tonnellate l'anno, copre il 62% del totale della produzione globale di materie plastiche (2013), ponendosi come la prima classe di materie plastiche per produzione.

## Storia

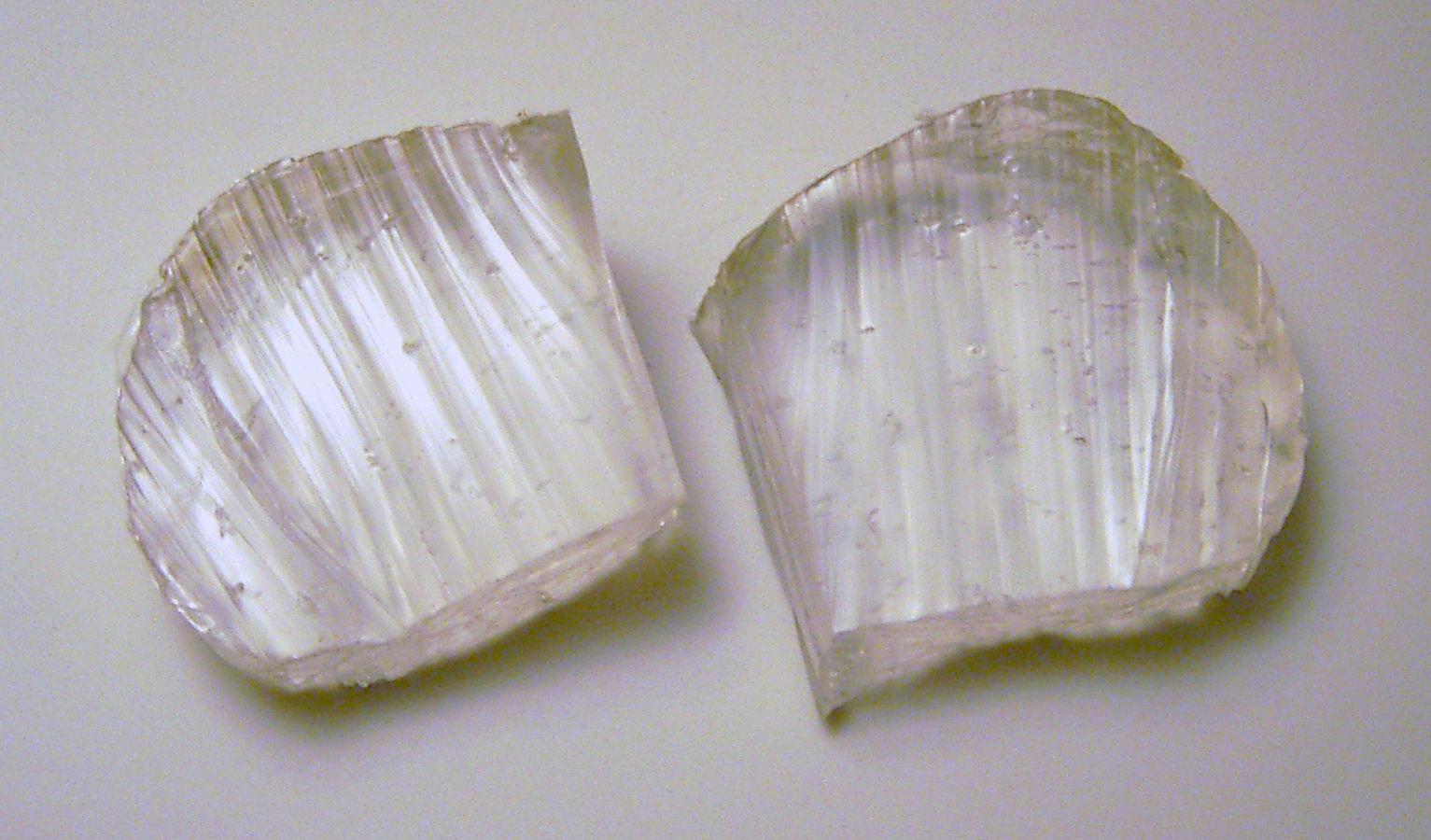
Campioni di Oppanol B100, nome commerciale del poliisobutilene, prima poliolefina prodotta.

La prima poliolefina scoperta fu il poliisobutilene, ad opera di Michal Faraday nel 1825, e sintetizzata industrialmente dall'allora divisione BASF della tedesca IG Farben nel 1931.
Simile percorso storico toccò al polietilene, individuato inizialmente nella seconda metà del XIX secolo, venne poi sintetizzato industrialmente negli anni 30 del '900. Si dovette invece attendere la seconda metà del '900 per la nascita del polipropilene, nato dalla collaborazione dei chimici Ziegler e Natta, che nel '54 ottennero il polipropilene con un nuovo processo catalitico per il quale vinsero il premio Nobel per la chimica nel 1963. Il polipropilene venne per la prima volta prodotto industrialmente e commercializzato nel 1957 dall'azienda Montecatini nello stabilimento di Ferrara, con il nome commerciale di Moplen.
A partire dagli anni 60, è stato proprio il polipropilene ad avere la maggiore diffusione, superando per produzione le poliolefine precedentemente scoperte e guidando l'espansione dell'utilizzo delle poliolefine, che dal 20% del 1950 passarono a coprire il 60% dell'intera produzione di materie plastiche già nel 1995.
Lo sviluppo delle tecnologie di produzione delle poliolefine è fortemente legato a quello dei sistemi di catalizzazione necessari per una resa ottimale del processo.

## Proprietà
Le poliolefine sono una famiglia di materie plastiche che si distingue per l'elevata resistenza agli agenti chimici e per l'elevata versatilità, dovuta alla possibilità di controllare durante il processo di polimerizzazione, ad esempio, il grado di cristallinità dei composti (che può variare dallo 0 al 60%), con conseguente adattabilità al tipo di proprietà meccaniche richieste dal processo di lavorazione e dall'utilizzo finale richiesti.